# Episodi di Law & Order: Criminal Intent (ottava stagione)
L'ottava stagione della serie televisiva Law & Order: Criminal Intent, composta da 16 episodi, è stata trasmessa in prima visione dal 19 aprile al 9 agosto 2009 dal canale via cavo statunitense USA Network.
In Italia è invece andata in onda per la prima volta dal 1º dicembre 2009 al 26 gennaio 2010 sul canale pay Joi, mentre in chiaro è stata trasmessa su Rete 4 dall'11 giugno al 30 luglio 2011.
La stagione vede l'ingresso nel cast dell'attore Jeff Goldblum nei panni del detective Zachary Nichols, a seguito dell'abbandono della serie da parte di Chris Noth.
| nº | Titolo originale     | Titolo italiano                 | Prima TV USA   | Prima TV Italia  |
| -- | -------------------- | ------------------------------- | -------------- | ---------------- |
| 1  | Playing Dead         | Il degustatore di vini          | 19 aprile 2009 | 1º dicembre 2009 |
| 2  | Rock Star            | Rockstar                        | 26 aprile 2009 | 8 dicembre 2009  |
| 3  | Identity Crisis      | Crisi di identità               | 3 maggio 2009  | 8 dicembre 2009  |
| 4  | In Treatment         | Terapia di gruppo               | 10 maggio 2009 | 15 dicembre 2009 |
| 5  | Faithfully           | In tutta fedeltà                | 17 maggio 2009 | 15 dicembre 2009 |
| 6  | Astoria Helen        | Astoria Helen                   | 31 maggio 2009 | 22 dicembre 2009 |
| 7  | Folie a Deux         | Amore e morte                   | 7 giugno 2009  | 22 dicembre 2009 |
| 8  | The Glory That Was.. | Un passato di gloria            | 14 giugno 2009 | 29 dicembre 2009 |
| 9  | Family Values        | La volontà del padre            | 21 giugno 2009 | 29 dicembre 2009 |
| 10 | Salome in Manhattan  | Il fascino del palcoscenico     | 28 giugno 2009 | 5 gennaio 2010   |
| 11 | Lady's Man           | Echi dal passato                | 28 giugno 2009 | 5 gennaio 2010   |
| 12 | Passion              | Poeti                           | 12 luglio 2009 | 12 gennaio 2010  |
| 13 | All In               | Doppio inganno                  | 19 luglio 2009 | 12 gennaio 2010  |
| 14 | Major Case           | L'assassino della porta accanto | 26 luglio 2009 | 19 gennaio 2010  |
| 15 | Alpha Dog            | Bello da morire                 | 2 agosto 2009  | 19 gennaio 2010  |
| 16 | Revolution           | Rivoluzione                     | 9 agosto 2009  | 26 gennaio 2010  |

## Il degustatore di vini
- Titolo originale: Playing Dead
- Diretto da: Michael Smith
- Scritto da: Antoinette Stella

### Trama
Goren e Eames vengono chiamati ad indagare sull'omicidio di un giovane e sul ferimento della sua compagna. I due, accomunati da seri problemi di tossicodipendenza, avevano venduto ai giornali succulente informazioni sugli accordi sottobanco che legavano il patrigno della ragazza, un noto politico, ad un imprenditore edile.
- Altri interpreti: Kathy Baker (Camille Hayes-Fitzgerald).
- Ascolti USA: telespettatori 4 570 000[1]

## Rockstar
- Titolo originale: Rock Star
- Diretto da: Bill D'Elia
- Scritto da: Ed Zuckerman

### Trama
Wheeler ed il suo nuovo collega Zachary Nichols entrano in contatto con una bizzarra comune di giovani artisti alloggiata in un fatiscente edificio di Brooklyn dopo che uno di questi è stato accoltellato a morte all'uscita da un locale.
- Ascolti USA: telespettatori 4 100 000[2]

## Crisi di identità
- Titolo originale: Identity Crisis
- Diretto da: Michael Smith
- Scritto da: Pamela Wechsler

### Trama
Vent'anni dopo la tragica morte della loro madre, gravemente malata di schizofrenia, due fratelli si rincontrano ma l'occasione per una riappacificazione si trasforma in un omicidio. Goren e Eames cercano di rimettere insieme i pezzi della vicenda.
- Ascolti USA: telespettatori 3 140 000[3]

## Terapia di gruppo
- Titolo originale: In Treatment
- Diretto da: Jean de Segonzac
- Scritto da: Timothy J. Lea

### Trama
Nel corso di un convegno riservato agli investitori della società finanziaria Beuliss Security, si sparge la notizia che la compagnia è finita sotto indagine. Poco dopo il direttore finanziario viene accoltellato a morte nei bagni del centro congressi. Prima ancora dell'avvio delle indagini Ross e Nichols notano dei cambiamenti in Wheeler.
- Altri interpreti: Norbert Leo Butz (Archie Beuliss), Dennis Boutsikaris (dott. Ernst).
- Ascolti USA: telespettatori 3 140 000[4]

## In tutta fedeltà
- Titolo originale: Faithfully
- Diretto da: Jean de Segonzac
- Scritto da: Antoinette Stella

### Trama
Dopo aver ricevuto un messaggio dalla moglie che lo invitata a rientrare a casa, un medico viene sorpreso ed ucciso da un ladro all'interno della propria abitazione, mentre la consorte si trovava legata ed imbavagliata in camera da letto. L'abbigliamento della donna fa sospettare a Goren e ad Eames la presenza di un amante.
- Ascolti USA: telespettatori 3 709 000[5]

## Astoria Helen
- Titolo originale: Astoria Helen
- Diretto da: Norberto Barba
- Scritto da: Timothy J. Lea

### Trama
Sedotta un'impiegata della compagnia DBC Security per scoprire gli spostamenti dei suoi furgoni portavalori, Joe Gallagher e due complici mettono a segno un ricco colpo. Sei mesi dopo Wheeler e Nichols indagano sulla morte di uno dei malviventi, ucciso nell'esplosione del furgone usato per la rapina.
- Ascolti USA: telespettatori 3 970 000[6]

## Amore e morte
- Titolo originale: Folie a Deux
- Diretto da: David Manson
- Scritto da: Michael S. Chernuchin

### Trama
Goren e Eames si occupano delle ricerche di una bambina di 18 mesi rapita da una camera di albergo, mentre altre sei stanze dello stesso piano venivano svaligiate. Nel corso delle indagini approfondiscono la conoscenza dei genitori della piccola - il poeta e insegnante Andre Haslum e la fragile moglie Calista - e della zia di Andre, l'autoritaria e ricca Emily Huntford, alla quale si aspettano che giunga una richiesta di riscatto.
- Altri interpreti: Piper Perabo (Calista Haslum), Lynn Redgrave (Emily Huntford).
- Ascolti USA: telespettatori 4 012 000[7]

## Un passato di gloria
- Titolo originale: The Glory That Was...
- Diretto da: Norberto Barba
- Scritto da: Robert Nathan

### Trama
Wheeler e Nichols indagano su un duplice delitto a Central Park, dove sono stati ritrovati i corpi della diplomatica belga Caroline Walters e di un ex agente dei Servizi Segreti incaricato della sua protezione.
- Ascolti USA: telespettatori 4 141 000[8]
- Note: L'episodio è stato escluso dall'edizione DVD[9] né è mai stato reso disponibile per l'acquisto in formato digitale.[10] Inoltre la sua trasmissione in Brasile - avvenuta un mese prima dell'assegnazione a Rio de Janeiro delle Olimpiadi del 2016 - suscitò le critiche del comitato organizzatore.[11]

## La volontà del padre
- Titolo originale: Family Values
- Diretto da: Jean de Segonzac
- Scritto da: Walon Green e Antoinette Stella (soggetto); Walon Green (sceneggiatura)

### Trama
L'omicidio di due coniugi, uccisi a martellate nella cucina della loro abitazione, precede di due giorni la morte di una insegnante di recitazione omosessuale. Goren e Eames scoprono che le vittime erano legate da una rappresentazione del Cyrano, realizzata in un liceo cattolico la sera del primo delitto.
- Ascolti USA: telespettatori 3 440 000[12]
- Note: l'episodio presenta alcune analogie con il caso di John List.

## Il fascino del palcoscenico
- Titolo originale: Salome in Manhattan
- Diretto da: Steve Shill
- Scritto da: Andrew Lipsitz

### Trama
Una ricca ragazza protagonista delle cronache mondane viene assassinata all'interno del suo loft. Tra i sospettati presi in esame dai detective Wheeler e Nichols ci sono un ex gangster datosi alla moda, un adolescente problematico che la vittima aveva preso sotto la sua ala protettiva, uno chef in disgrazia ed il suo socio, alla spasmodica ricerca di finanziatori per aprire un nuovo locale.
- Altri interpreti: Eric Balfour (Max Goodwin).

## Echi dal passato
- Titolo originale: Lady's Man
- Diretto da: Ken Girotti
- Scritto da: Michael S. Chernuchin

### Trama
Dopo aver festeggiato il proprio compleanno con una nuotata nelle gelide acque dell'oceano, la star televisiva Boz Burnham viene uccisa sulla spiaggia di Atlantic Beach. Rigettato in mare, il suo corpo evirato viene ripescato nell'East River. La vittima era una vecchia conoscenza di Eames, che dieci anni prima non era riuscita a dimostrare la sua colpevolezza per la scomparsa della sua prima moglie.
- Altri interpreti: Raúl Esparza (Kevin Mulrooney).

## Poeti
- Titolo originale: Passion
- Diretto da: Jonathan Herron
- Scritto da: Michael S. Chernuchin

### Trama
Wheeler e Nichols indagano sul delitto di Lauren Collins, uccisa a colpi di mattone una sera mentre rientrava in ufficio. La donna era l'assistente - nonché amante - di Jacob Garrety, affascinante e sfrontato editore della prestigiosa rivista di poesia The Village Quarterly, che non aveva esitato a proporle di prostituirsi con il loro principale finanziatore per ottenere fondi utili alla sopravvivenza del periodico.
- Ascolti USA: telespettatori 3 470 000[13]

## Doppio inganno
- Titolo originale: All In
- Diretto da: David Manson
- Scritto da: Pamela Wechsler (soggetto); Pamela Wechsler, Antoinette Stella e Walon Green (sceneggiatura)

### Trama
Sommerso dai debiti, il giocatore di poker Josh Snow viene costretto dal suo allibratore Lou Cardinale a lavorare per lui alla riscossione dei crediti, sotto il controllo della sua amante Angela. Viste le difficoltà del giovane nell'incutere timore, Cardinale gli fornisce una pistola caricata a salve, ma uno dei proiettili risulta essere vero e ferisce a morte Kip McGonagle. Goren e Eames risalgono rapidamente a Josh, che avevano già conosciuto qualche anno prima e cercano di capire chi possa aver voluto uccidere McGonagle.
- Altri interpreti: Aaron Stanford (Josh Snow).
- Ascolti USA: telespettatori 4 140 000[14]
- Note: nonostante abbia un diverso nome e sia interpretato da un altro attore, il personaggio di Josh Snow coincide con quello di Joey Frost dell'episodio Tre miglia dalla costa.

## L'assassino della porta accanto
- Titolo originale: Major Case
- Diretto da: Christopher Zalla (accreditato come Chris Zalla)
- Scritto da: Andrew Lipsitz

### Trama
Il cadavere di una giovane spacciatrice intenzionata a cambiare vita e con alle spalle una difficile situazione familiare viene rinvenuto in un cassonetto dell'immondizia, accuratamente ripulito con la candeggina. Nonostante Ross non lo reputi un caso da Squadra Speciale, Nichols insiste nell'occuparsene ad ogni costo. Nel corso delle indagini Wheeler entra in travaglio e il suo posto viene preso da Eames.
- Altri interpreti: Dylan Baker (Henry Muller).
- Ascolti USA: telespettatori 4 633 000[15]

## Bello da morire
- Titolo originale: Alpha Dog
- Diretto da: Norberto Barba
- Scritto da: Walon Green

### Trama
Riconciliatosi da poco con l'ex moglie, il ricco e famoso modello Hamp Trotter la dimentica subito per una seducente sconosciuta, ma dopo una notte a base di sesso e droga l'uomo viene trovato morto. Analizzando la scena del crimine l'attenzione di Goren ed Eames viene attirata da due bottiglie di Scotch proveniente da un'esclusiva riserva privata.
- Altri interpreti: Roger Rees (Duke DeGuerin).
- Ascolti USA: telespettatori 4 235 000[16]

## Rivoluzione
- Titolo originale: Revolution
- Diretto da: John David Coles
- Scritto da: Michael S. Chernuchin

### Trama
Un gruppo di rivoluzionari anticapitalisti tenta di rapire un banchiere finito nell'occhio del ciclone per aver venduto con leggerezza molti contratti subprime, ma la reazione della vittima trasforma il sequestro in un duplice omicidio. La vettura usata per la fuga viene poi trasformata in una trappola esplosiva per le forze dell'ordine. Nichols e Eames si occupano delle indagini.
- Altri interpreti: Stephen Lang (Axel Kaspers), Marina Squerciati (Betsy Naylor).
- Curiosità: l'attrice Marina Squerciati debutta in televisione con questo ruolo minore nel franchise di Law & Order, diventerà celebre interpretando il personaggio dell'agente Kimberly Burgess nella serie Chicago P.D. a partire dal 2014.
- Ascolti USA: telespettatori 4 830 000[17]